# Poslední polda
Poslední polda (v německém originále Der letzte Bulle) je německý akční kriminální televizní seriál o fiktivním oddělení kriminální policie. V Německu je vysílán televizí Sat. 1, v Česku od roku 2012 TV Barrandov. Seriál se odehrává ve městě Essen (Severní Porýní-Vestfálsko).

## Děj
Essenský policista Michael Brisgau byl při rutinním zásahu střelen do hlavy a upadl na 20 let do kómatu. Nyní, po letech se probral a zjišťuje jak moc se svět za tu dobu změnil. Okamžitě se stává miláčkem médií. Vrací se do aktivní služby. Jenže Mick je ze staré školy a dvacet let je dvacet let a s tím Mick nic nenadělá. Internet, GPS, genetické zkoušky, moderní kriminalistika, to vše je pro něj nové a není mu to po chuti. Je zvyklý na své "Macho" metody. Jeho šéf mu přidělí pravý opak - mladého Martina Fercherta.
To však není jediný šok. Mickova manželka po pěti letech strávených u jeho lože nevydržela a začala nový život. Vzala si za manžela koronera z policejní stanice Rolanda Meisnera. Takže o testosteronové střety nebude nouze. Navíc v době kdy upadl Mick do kómatu měl šestiměsíční dceru, která je nyní dospělou slečnou.
Podle stejného formátu vznikl v roce 2016 v Česku seriál Polda.

## Obsazení
| Postava                | Herec                   | Řada     | Epizody                            | Informace |
| ---------------------- | ----------------------- | -------- | ---------------------------------- | --- |
| Michael „Mick“ Brisgau | Henning Baum            | 1–5      | 1–60                               | Komisař, 20 let v kómatu po střelbě do hlavy; svérázný a houževnatý |
| Andreas Kringge        | Maximilian Grill        | 1–5      | 1–60                               | Komisař a kolega Michaela; v 5. řadě pracuje u LKA |
| Martin Ferchert        | Helmfried von Lüttichau | 1–5      | 1–60                               | Vrchní komisař a bývalý parťák Micka. Teď pracuje jako jeho šéf, v 3. řadě pracuje jako vedoucí tiskového oddělení; od 4. řady je zas šéf; v 5. řadě se stal politikem. |
| Tanja Haffner          | Proschat Madani         | 1–4      | 1–52                               | Policejní psycholog, ve 3. řadě je šéfka; Od 4. řady je zase policejní psycholog. Po skončení 4. řady emigrovala do Argentiny.                                          |
| Dr. Roland Meisner     | Robert Lohr             | 1–5      | 1–60                               | Soudní patolog a doktor, Žil s bývalou manželkou Micka; Po skončení 4. řady má svojí samostatnou firmu "Meisner Technology".                                            |
| Uschi Nowatzki         | Tatjana Clasing         | 1–5      | 1–60                               | Majitelka baru a dobrá kamarádka Micka |
| Lisa Brisgau           | Floriane Daniel         | 1–2      | 1–14                               | Ex-manželka Micka; Ex-snoubenka Meisnera. |
| Isabelle Brisgau       | Luise Risch             | 1–2, 4–5 | 2–14, 18, 20, 22, 48, 55–56, 58–60 | Dcera Micka, pracuje jako bankovní úředník, v 5. řadě pracuje v reklamní agentuře. Bývalá přítelkyně Andrease.                                                          |

## Vysílání
| Řada | Díly | Premiéra v Německu | Premiéra v Německu | Premiéra v ČR      | Premiéra v ČR      |
| Řada | Díly | První díl          | Poslední díl       | První díl          | Poslední díl       |
| ---- | ---- | ------------------ | ------------------ | ------------------ | ------------------ |
| 1    | 13   | 12. dubna 2010     | 2. srpna 2010      | 22. října 2012     | 7. listopadu 2012  |
| 2    | 13   | 14. března 2011    | 20. června 2011    | 8. listopadu 2012  | 26. listopadu 2012 |
| 3    | 13   | 6. února 2012      | 7. května 2012     | 27. listopadu 2012 | 13. prosince 2012  |
| 4    | 13   | 21. ledna 2013     | 22. dubna 2013     | 22. srpna 2018     | 7. září 2018       |
| 5    | 8    | 24. dubna 2014     | 2. června 2014     | 10. září 2018      | 19. září 2018      |